# Heliophanus patellaris
Heliophanus patellaris là một loài nhện trong họ Salticidae.
Loài này thuộc chi Heliophanus. Heliophanus patellaris được Eugène Simon miêu tả năm 1901.